# Постмодернизъм
Постмодернизъм (пост, от латински post – след + модернизъм) е течение, концепция, философия, начин на мислене и писане, което се противопоставя на предхождащия го модернизъм, постмодернизъм буквално означава „след и контра модернизъм“. Постмодернизмът е тясно свързан с психоанализата, феминизма, деконструкцията, постструктурализма, постколониализма, неопрагматизма и изследванията на пола и рода (gender studies).
Идейните движения след романтизма трудно се поддават на дефиниция или категоризация, тъй като рядко може да се постигне консенсус. Постмодернизмът обикновено се свързва с новите идеи, мисловни модели и нагласи и промените в тяхното изразяване след Втората световна война, когато дори проблематизираните правила и категории на модернизма биват подложени на критика и преосмисляне. Те засягат визуалните изкуства, науката, културата и обществото и др.
Идеите и нагласите, които обикновено се свързват с постмодернизма, са: доминацията на масмедиите; случайността; политическите идеологии; релативизмът; артистичният еклектизъм и незавършеността; аморфността на идентичностите; формите и моделите; културният плурализъм; скептицизмът по отношение на науката, прогреса и идеалите; ироничната дистанция и пародийността и др.
Компактният оксфордски речник на английския език се отнася към постмодернизма като „стил или концепция в изкуствата, характеризиращ се в недоверието в теории и идеологии и от привличането на вниманието към конвенциите.“
Терминът започва да се използва през 70-те години на ХХ век в различни области. Например Джон Уоткинс Чапман заявява „един постмодерен стил на рисуване“, за да се разположи извън репертоара на френския импресионизъм. Основните идеи на постмодернизма са изследвани от Жан-Франсоа Лиотар („Постмодерната ситуация“, 1979, и др.), Юрген Хабермас („Модерност срещу постмодерност“, 1981, и др.), Фредерик Джеймисън („Постмодернизмът или културната логика на късния капитализъм“, 1991, и др.), Ихаб Хасан, Матей Калинеску и др.

## Постмодерна литература
ː Основна статияː Постмодерна литература

## Постмодерно изкуство
Постмодерното изобразително изкуство предлага по-висока степен на сложност на значенията, които се реализират на платно, екран, инсталация или стена (графити, Banksy, в България Vapsky). За разлика от класическото изобразително изкуство, което предлага висока степен на реализъм при изображението, и модернизма, който е свързан с икономическо-социалното развитие от началото на края на 19-и и началото 20 век, постмодернизма се характеризира с висока степен на сложност на реализациите, които не са „лесно четивни“.